# Chapelle Saint-Libéral de Brive-la-Gaillarde
La chapelle Saint-Libéral est un édifice religieux chrétien, construit au XIVe siècle, inscrit Monument historique, situé à Brive-la-Gaillarde, en France, rue de Corrèze.

## Localisation
La chapelle est située dans le département français de la Corrèze, sur la commune de Brive-la-Gaillarde.

## Historique
La chapelle est dédiée à Libéral, fils d'un boulanger de Brive, saint local devenu archevêque d'Embrun, mort vers 920 et qui aurait sauvé le quartier du feu. 
La chapelle a été construite à l'emplacement du tombeau de saint Libéral, dans un bourg situé hors les murs, dans la partie nord de la ville. Le barry (barri = mot occitan signifiant faubourg, rempart ou quartier - voir wiktionary.org)[Quoi ?]a dû se développer aux XIIe et XIIIe siècles le long d'un itinéraire ancien. Les moines cisterciens de l'abbaye d'Aubazine possédaient dans ce bourg leur maison de ville.

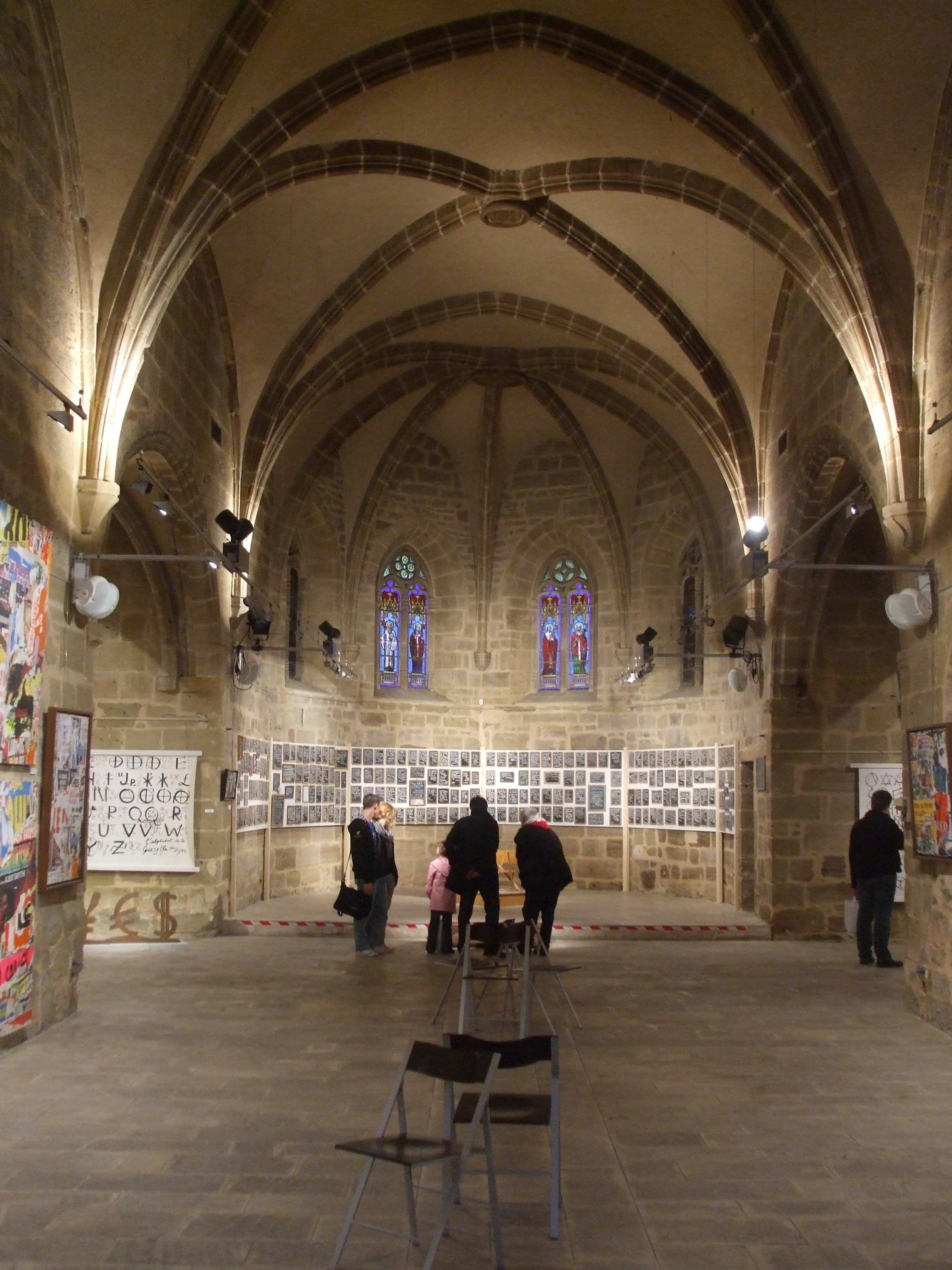
L'intérieur de la chapelle

La chapelle a été incluse dans la ville quand la nouvelle enceinte a été construite en 1370. C'est à la suite de cette protection que la chapelle a été reconstruite. Le style des réseaux de baies proche de celui d'une des chapelles d'Allassac peut ramener la campagne de construction autour de 1400. Les deux chapelles élargissant la chapelle côté sud présentent des voûtes plus complexes avec liernes, probablement plus tardives.
Le couvent des Dominicains situé hors des murs ayant été incendié au cours des guerres de religion, elle leur sert de chapelle à partir de 1577.
Un procès-verbal de visite faite en 1765 décrit les quatre clés de voûte de la chapelle. Trois de ces clés portaient les armes de la ville avec fleurs de lys, la quatrième, les armes de la famille Salès. Elles ont été bûchées.
En 1774, le duc de Noailles achète l'enclos de son cimetière pour le lotir.
À la Révolution la chapelle appartient encore aux Dominicains. Elle est vendue comme bien national en 1791. Elle est achetée par la famille Lalande qui y installe une fonderie de suif et une fabrique de bougies.
En 1876, la famille Lalande donne la chapelle au diocèse de Tulle pour la rendre au culte. On lui donne alors un ensemble de vitraux réalisés par le maître verrier Gesta, de Toulouse. La tribune date probablement de la même époque.
Après la loi de séparation de l'Église et de l'État de 1906, la famille Lalande demande qu'on lui restitue la chapelle, ce qu'elle obtient du tribunal en 1908. Julien Lalande en donne alors l'usage à l'archiprêtre de la collégiale Saint-Martin afin qu'on y célèbre la messe comme précédemment. Elle a servi de chapelle aux lycées Cabanis et d'Arsonval. Elle est ensuite désaffectée.
En 1976 elle est cédée à la ville. Des travaux de restauration sont effectués. Elle sert alors de lieu d'expositions pour la ville. Elle a été rattachée au musée Labenche en septembre 2011.
L'édifice est inscrit au titre des monuments historiques inscrit le 25 octobre 1971.

## Description

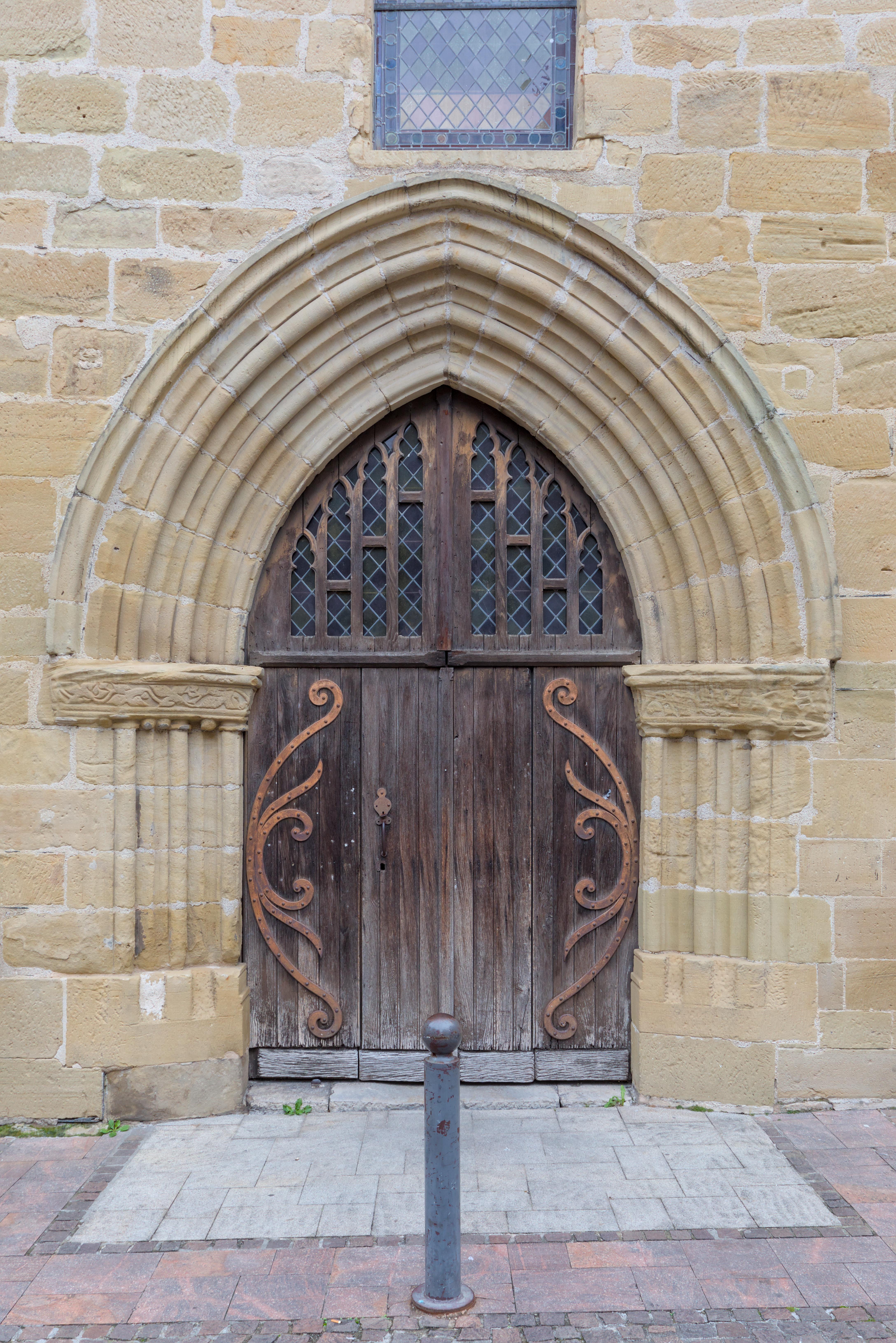
Le portail de la chapelle.

La chapelle comprend une courte nef unique de trois travées se terminant par une abside à six pans. Au chevet, les quatre pans centraux comprennent une baie à double lancette. Les travées sont voûtées de d'ogives quadripartites à nervures toriques à filet retombant sur des consoles.
Trois chapelles latérales, deux au sud et une au nord, forment un faux transept.
La façade occidentale comprend un portail de style limousin. Le clocher-mur a été arasé à une date inconnue et a été remplacé par un toit en croupe. Les cloches ont été descendues en 1791.
Un escalier permettant d'accéder à la tribune et aux combles se trouve à l'intérieur d'un épais contrefort situé côté sud, près de la façade occidentale.